# 슬라브 유럽

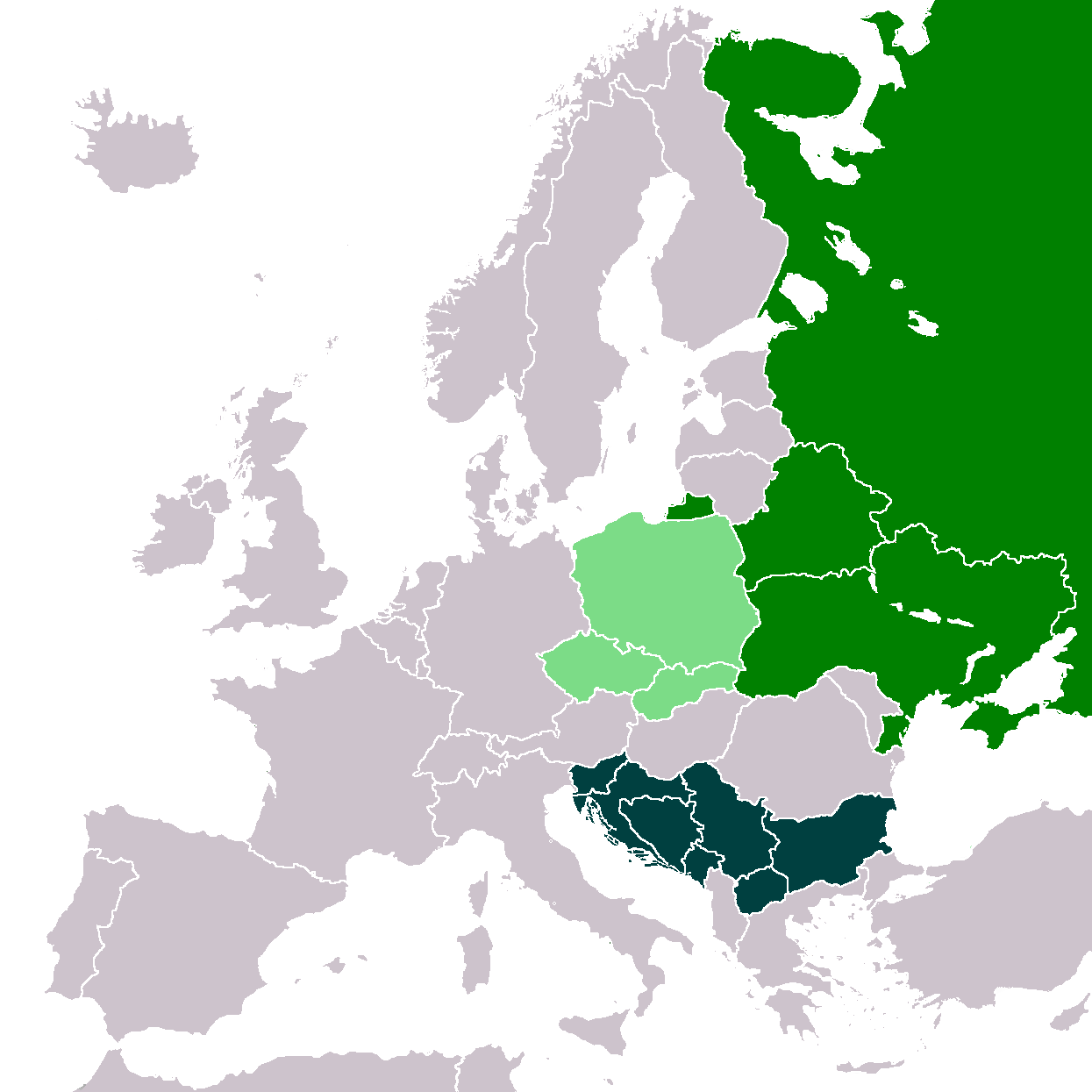
슬라브유럽
진녹색: 슬라브어가 공용어인 나라들

슬라브 유럽(Slavic Europe)은 슬라브어를 사용하는 유럽 지역이다. 대체로 중앙유럽과 동유럽 지역에 해당한다. 동방 정교회와 가톨릭교 신도가 많지만, 오스만 제국 시절 때의 영향으로 이슬람교 신도도 꽤 있다.
슬라브 유럽에 속한 나라로는 벨라루스, 보스니아 헤르체고비나, 불가리아, 크로아티아, 체코, 북마케도니아, 폴란드, 우크라이나, 세르비아, 몬테네그로, 슬로바키아, 슬로베니아가 있으며 러시아의 유럽 영토도 이 지역에 속한다.

## 참고 사항
- 게르만 유럽
- 라틴 유럽
- 동유럽
- 소련